# X-эффективность
X-эффективность (англ. X-Efficiency ) — концепция (теория) эффективности функционирования экономического агента, предложенная американским экономистом Харви Лейбенстайном в 1966 году, представляющая способность снижать издержки и повышать производительность при заданной технологии путём стимулирования организационных улучшений, усиления мотивации работников и прочих внутренних улучшений.

## История создания
В 1966 году выходит статья Харви Лейбенстайна «Аллокативная эффективность в сравнении с „X-эффективностью“», в которой впервые была представлена новая концепция эффективности функционирования фирмы.

## Определение
X-эффективность — способность экономического агента (фирмы) снижать издержки и повышать производительность при заданной технологии путём стимулирования организационных улучшений, усиления мотивации работников и менеджеров, улучшений в широком диапазоне деловых решений, включая прием на работу и увольнение, продвижение по службе, зарплаты и премии, пространственное размещение, выбор мебели, телефонов, площадок для парковки и т.д.
Функционирование фирмы называется X-эффективным, если она производит при имеющемся наборе ресурсов и наилучшей из доступных технологий максимальный возможный выпуск продукции. В случае, если он не достигается, то возникает X-неэффективность фирмы. Отдельные люди или фирмы никогда не работают так хорошо, как могли бы.
Одним из источников увеличения выпуска являются три элемента X-эффективности: внутрифирменная мотивационная эффективность, внешняя мотивационная эффективность и эффективность нерыночных ресурсов.
Причинами возникновения X-эффективности являются: 1) неполнота трудовых договоров; 2) нерыночные факторы производства; 3) не все производственные функции специфицированы или известны; 4) тайное сотрудничество или подражание конкурирующих фирм друг друга в связи с взаимозависимостью и неопределённостью.
В отличие от классической концепции аллокативной (распределительной) эффективности, X-эффективность рассматривает условия, когда ресурсы не перераспределяются в системе, а заданный набор ресурсов используется для производства продукции. Она не учитывает возможность наилучшего использования данных ресурсов в других сферах деятельности. Например: фирма, использующая нейрохирургов для копания котлованов, может являться X-эффективной, несмотря на то, что использование нейрохирургов для лечения больных, возможно, было бы более эффективным для общества.

## Критика
Джордж Стиглер в 1976 году в своей статье «Существование Х-эффективности» критикует концепцию X-эффективности Харви Лейбенстайна в связи с тем, что максимизация объёма выпуска не всегда является проявлением эффективности, так работники фирмы заинтересованы не в максимизации выпуска, а в увеличении своего времени отдыха и сохранении своего здоровья.